# Pavia Volley
Il Pavia Volley è stata una società pallavolistica femminile italiana con sede a Pavia.

## Storia
Il Pavia Volley viene fondato nel 2014: la squadra acquista il titolo sportivo dal Villanterio, ottenendo il diritto di partecipazione alla Serie A2 per la stagione 2014-15.
Nella stagione successiva la società viene esclusa dal campionato di Serie A2 per inadempienze finanziare e riparte dalla Serie B1: dopo aver chiuso il campionato in decima posizione, la società termina la propria attività.